# Sirdakh
Sirdakh (en rus: Сырдах) és un poble de la república de Sakhà, a Rússia, que en el cens del 2010 tenia 781 habitants, pertany al districte de Borogontsi.